# Bernard Spitz
Pour les articles homonymes, voir Spitz.
Bernard Spitz, né le 13 janvier 1959 à Boulogne-Billancourt (Seine), est un haut fonctionnaire puis dirigeant d'entreprise français. Il est président de la Fédération française de l'assurance du 8 juillet 2016 jusqu'à l'été 2019.
Il préside également le Pôle international et Europe du MEDEF depuis juillet 2013.

## Formation
Diplômé de l’Institut d’études politiques de Paris et de l'ESSEC (1982), élève à l’ENA de 1984 à 1986 (Promotion Denis Diderot), il poursuit ensuite une carrière à multiples facettes.

## Parcours
Entré en 1986 au Conseil d'État (sous-section économie & développement durable), il est aussi Rapporteur au Conseil de la Concurrence (médias et publicité) et devient en 1988 conseiller du Premier ministre Michel Rocard (chargé de l'économie, de la réforme de l’Etat, des relations avec les Pays de l’Est après la chute du mur, etc.)
De 1992 à 1996, il a été directeur du groupe Canal+, chargé de la stratégie numérique et du développement. Il a lancé les services numériques du groupe, dirigé les grands projets tel le Stade de France, participé à la conception des programmes et aux partenariats stratégiques en France et aux États-Unis.
De 1996 à 2000 il a été secrétaire général de la mission pour le e-business, chargé par le ministre des finances de la mise en place du cadre juridique de l’Economie numérique. Il a été l’auteur du rapport gouvernemental sur la télévision numérique terrestre et a dirigé l'ensemble des manifestations nationales pour l’anniversaire de la mort d’André Malraux, dont sa Panthéonisation.
De 2000 à 2004, il a été directeur de la stratégie de Vivendi Universal (musique, télévision, jeux, édition, production, télécoms, parcs à thème). Il a accompagné diverses opérations de consolidation et de stratégie d’acquisition (dont SFR, Vivendi Publishing, TPS), ainsi que les développements en Asie (Chine, Corée du Sud, Hong-Kong) et en Europe (Allemagne, Pologne, Italie). Il été chargé par intérim de la communication financière du groupe en 2002. Il a parallèlement produit et animé des émissions sur France Culture autour de la création musicale.
De 2004 à 2011, il a créé et dirigé le cabinet de conseil BSConseil spécialisé dans l’impact de la révolution digitale sur les modèles économiques. A ce titre, il a été le conseil de grands opérateurs pour leur stratégie numérique (Korean Telecom, BNP Paribas, EDF, etc.). En tant que Conseil personnel de hauts dirigeants, il a participé à d’importantes opérations dans les secteurs de l’énergie, des infrastructures, des médias et de la distribution.
En 2008, le Président Nicolas Sarkozy lui a confié l’organisation des Etats Généraux de la Presse ainsi en 2011 que la présidence de la Commission "Diversité dans les Médias".
De 2008 à 2019, il a présidé la Fédération Française des Sociétés d’Assurance (FFSA), qu’il a transformée en fusionnant les familles mutualistes, sociétés anonymes et filiales de banque pour créer la Fédération Française de l’Assurance (FFA), plus importante fédération du Medef et leader du secteur en Europe continentale (99% du marché français). Il a défendu les positions de l’industrie en France et en Europe dans les différents domaines (santé, dommages, assurance vie, événements climatiques, cybersécurité, etc.). Il a joué un rôle déterminant dans la réforme de la régulation financière en Europe et de la gouvernance prudentielle du secteur (Solvency 2). Il a aussi lancé la principale conférence annuelle de l’assurance européenne et créé le premier Hub pour l’assurtech au cœur de Paris.
À partir de 2009, il a été membre des instances dirigeantes du Mouvement des entreprises de France (MEDEF), dont il préside depuis 2013 la Commission "Europe et International". À ce titre il a été chargé de l’organisation du B7 en France en 2019 avec son agenda de croissance inclusive et de responsabilité sociale et environnementale ; de la relation employeurs syndicats au niveau international et des actions au niveau européen. Il a aussi créé les Forums économiques Franco-Italien et Franco-Espagnol.
Il est membre du Conseil d’Administration et du comité stratégie et investissement d’Icade depuis 2020, membre indépendant du Conseil d’Administration d’Air France depuis 2017 (mandat renouvelé en 2020), et membre du conseil d’administration de l’Ecole alsacienne (depuis 2015).
En 2024, il est nommé membre du comité consultatif de Shein. 

## Enseignement
Il a été maître de conférence à l’ISA, à l’ESSEC, au Pôle universitaire Léonard-de-Vinci (La Défense), à Sciences Po Paris et à Paris I Panthéon-Sorbonne.

## Affiliations

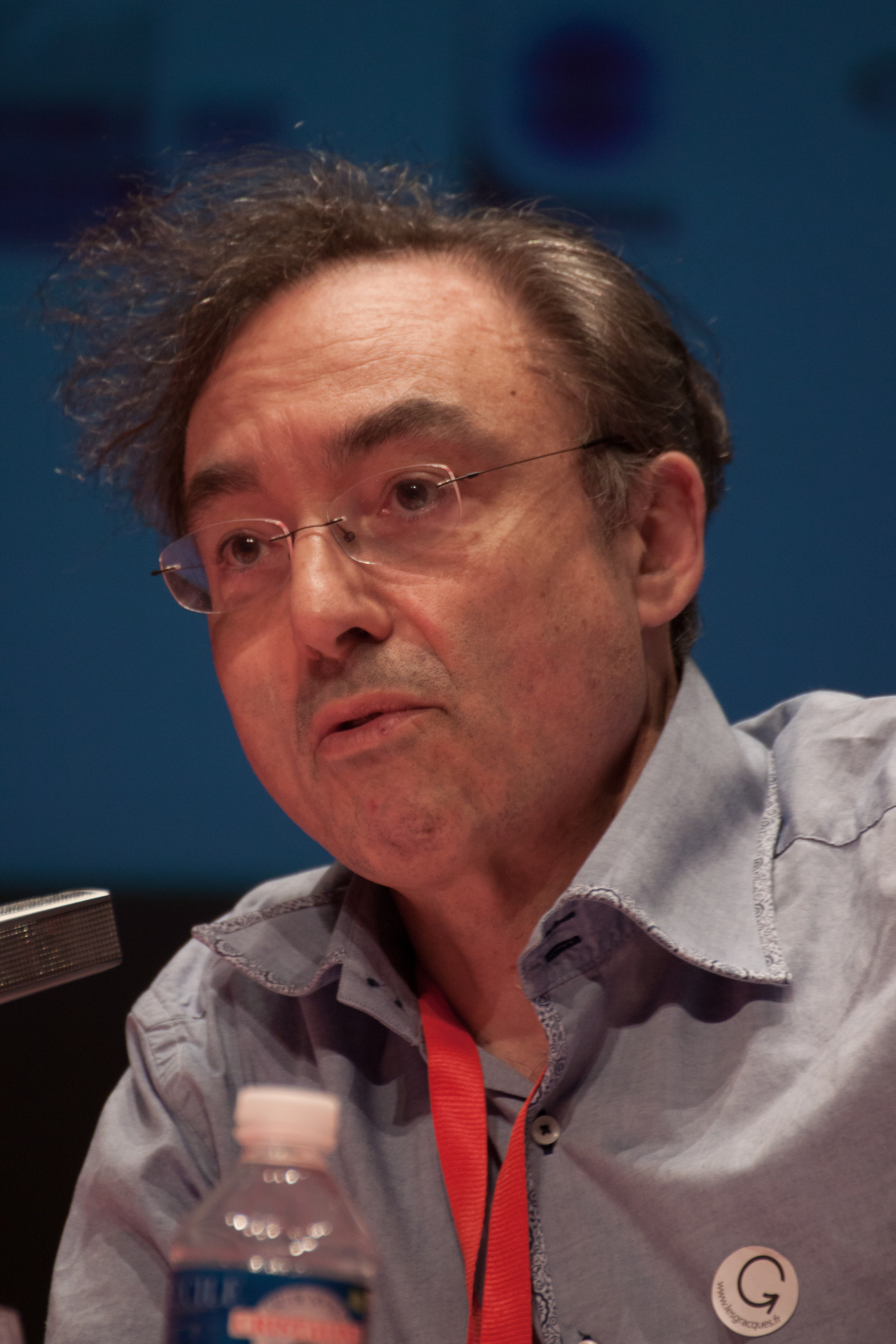
Bernard Spitz en 2013.

Il est l’un des fondateurs du think tank les Gracques qu’il préside et est membre du conseil de plusieurs think tank européens.

## Principaux rapports et missions publics
- Président de la commission « Médias et diversité » (2010)
- Délégué, par le président de la République, à la coordination des États généraux de la presse écrite[11] (2009)
- Auteur du rapport consacré à l’étude sur l’évolution des usages de la télévision, de la radio et de l’internet et scénarios prospectifs sur l’évolution de ces usages[12] (2008)
- Auteur pour le ministre de la Culture, Jean-Jacques Aillagon, du rapport consacré à la lecture de la presse quotidienne par les jeunes[13] (2004)
- Rapporteur général de la Mission commerce électronique (1999-2001)
- Responsable de la mission interministérielle commémorant le 50e anniversaire de la Déclaration universelle des droits de l'homme auprès du Premier ministre, Lionel Jospin (1998)
- Coauteur, avec Philippe Levrier, du premier rapport sur la Télévision numérique terrestre (TNT)[14] (1996)
- Chargé de l’organisation de l’année « Malraux » et de la panthéonisation, par le ministre de la Culture, Philippe Douste-Blazy (1996)
- Auteur du Plan social de la presse parisienne pour le Syndicat de la presse parisienne (1992)
- Coauteur avec Jean Marimbert du rapport sur la publicité et l’achat d’espace en France pour le Conseil de la Concurrence (1987)

## Ouvrages
- On achève bien les jeunes (Grasset, 2015)
- C’est possible ! Voici comment... (avec Michel Pébereau et l’Institut de l'entreprise, Robert Laffont, 2007)
- L’État de l’opinion (en collaboration, Seuil-Sofres, 2007, 2002, 2001)
- Le Papy-krach (Grasset, 2006)
- L’Idéal et le réel (avec François Miquet-Marty et André Gattolin, Plon, 2006)
- État d’urgence (avec Roger Fauroux, Robert Laffont, 2004)
- Football et Marché (avec Alexandre de Palmas, En Temps Réel, 2004)
- Notre État (avec Roger Fauroux, Robert Laffont, 2001)
- Voyage indiscret au cœur de l’État (en collaboration, Le Pré aux clercs, 2000)
- La Révolution numérique (Fondation Saint-Simon, 1999) [note 43 p.]
- La Presse, pouvoir en devenir (en collaboration avec Gabriel Thoveron, Carine Doutrelepont), Éditions de l’Université de Bruxelles, 1996)
- La Morale à zéro (Seuil, 1995),  (ISBN 2-02-025315-1)
- Pour en finir avec la pagaille audiovisuelle française (Fondation Saint-Simon, 1992)
- Meurtres à l’ENA (sous le nom de Camille Dubac, Calmann-Lévy, 1986),  (ISBN 978-2-7021-1597-8) puis Presses Pocket, 1988  (ISBN 978-2-266-02179-1)

## Décorations
- Commandeur de la Légion d'honneur Il est fait chevalier le 6 avril 2007[15], puis est promu officier le 25 mars 2016[16], puis commandeur le 13 juillet 2023[17].
- Officier de l'ordre des Arts et des Lettres Il est promu au grade d’officier le 10 février 2016[18].